# Thrace orientale
Pour les articles homonymes, voir Thrace (homonymie).

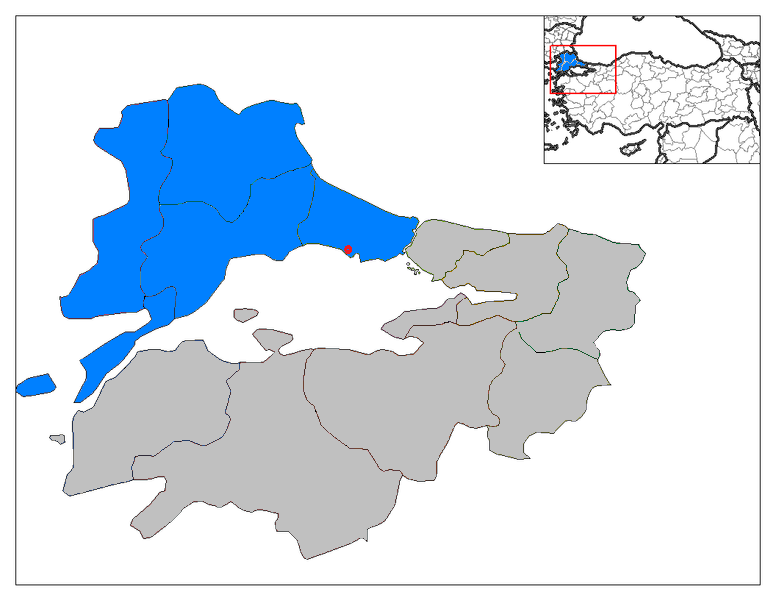
La Thrace orientale.

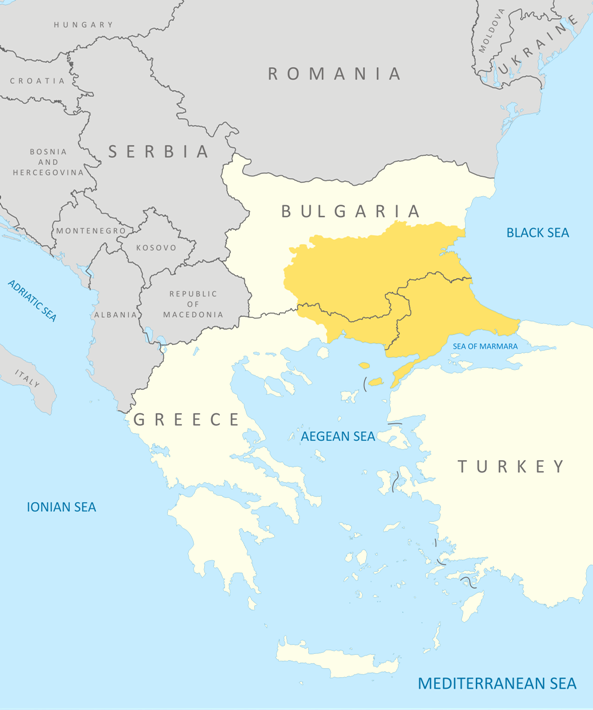
La Thrace.

La Thrace orientale, Thrace d'Adrianople ou Thrace Adrianopolitaine (turc : Doğu Trakya, bulgare : Източна Тракия ou Одринска Тракия, Iztotchna Trakiya ou Odrinska Trakiya, grec moderne : Ανατολική Θράκη - Аnatoliki Traki) constitue la partie sud-est de la Thrace historique (qui comprenait le sud-ouest de la Thrace occidentale, appartenant aujourd’hui à la Grèce, et le nord de la Roumélie orientale, aujourd’hui appartenant en grande partie à la Bulgarie).

## Géographie
Le terme Thrace orientale est apparu à la fin du XIXe et au début du XXe siècles, lorsque la région historique de la Thrace fut partagée entre plusieurs pays. Ses limites n'ont donc pas été stables et ne sont pas totalement objectives.
La Thrace orientale constitue l'extrémité sud-est des Balkans et de l'Europe. Elle est délimitée :
- au nord par la frontière bulgare (qui a bougé plusieurs fois lors du démantèlement de l'ancien empire ottoman, avec les indépendances grecque et bulgare, puis la création de l'actuelle république turque et les deux guerres mondiales) ;
- à l'est par la mer Noire ;
- au sud-est par le Bosphore et par la mer de Marmara ;
- au sud par le détroit des Dardanelles (on y rattache l'île d'Imbros devenue Gökçeada) ;
- au sud-ouest par la mer Égée ;
- à l'ouest par le fleuve Evros/Maritsa/Meriç (selon ses noms grec, bulgare et turc) qui sert de frontière orientale entre la Grèce et la Bulgarie et, en aval, de frontière entre la Grèce et la Turquie.

De nos jours, la Thrace orientale représente la partie européenne de la Turquie et compte à ce titre pour 3 % du territoire turc (les 97 % restants étant asiatiques). Située dans l'actuelle région de Marmara, elle correspond aux provinces turques d'Edirne, de Kırklareli et de Tekirdağ ainsi qu'aux parties européennes des provinces d'Istanbul et de Çanakkale.
Cet ensemble représente une superficie de 23 764 km2, soit 60 % de la surface de la Suisse, une surface plus importante que celle de certains pays européens comme la Slovénie ou encore le Luxembourg, comparable à celle de la Macédoine du Nord, et une population de 9 799 745 habitants, qui est plus importante que la population de nombreux pays européens, comme l'Autriche, l'Irlande ou encore la Hongrie.

## Historique
La Thrace doit son nom aux Thraces, peuple indo-européen qui vivait dans la région dans l'Antiquité.
Le royaume thrace des Odryses, occupé par les Macédoniens sous Philippe II, Alexandre le Grand et Lysimaque, retrouve ensuite son indépendance. Il est annexé par les Romains à la mort du roi Rhémétalcès III, et la province romaine de Thrace est créée en 46 ap. J.-C..
La Thrace orientale et côtière (Astée) est alors urbanisée et profondément hellénisée. Il n'y a pas de romanisation (limitée et circonscrite à la Thrace rurale de l'intérieur, la Sapée) et cette province romaine, érigée en diocèse par Dioclétien, resta de langue et de culture grecque. La christianisation du pays est déjà très avancée lors de la division de l'Empire romain en 395 : la région devient alors le cœur de l'Empire romain d'orient dont la capitale est Constantinople.
Au VIe siècle, les Slaves viennent s'ajouter aux populations locales, et au IXe siècle, ils sont christianisés à leur tour. La région est disputée entre l'Empire byzantin et le Premier Empire bulgare.
Les Ottomans débarquent en Thrace en 1386, en font la conquête et l'appellent Roumélie (« pays des Romains »). Ils fixent leur capitale à Edirne sur la Maritsa jusqu'à la prise de Constantinople en 1453, dont ils font la capitale de leur Empire (Istanbul). En conséquence, à partir du XVe siècle, les Turcs viennent s'ajouter aux populations antérieures, convertissant, en outre, une partie des Bulgares à l'Islam. La domination ottomane sur l'ensemble de la Thrace dure jusqu'en 1878, lorsque le nord de celle-ci, la Roumélie orientale, est érigé en province chrétienne autonome qui, en 1885, s'unit à la Bulgarie (les Bulgares chrétiens y étant largement majoritaires).
Quant au sud, soit la Thrace occidentale et la Thrace orientale, il reste dans ce qu'on nomme alors la Turquie d'Europe où il constitue le pachalik d'Andrinople, devenu en 1867 le vilayet d'Andrinople.
En 1912-1913, la Thrace est disputée entre les Ottomans et les royaumes bulgare et grec lors des guerres balkaniques. Le traité de Bucarest attribue à la Bulgarie la Thrace occidentale, l'Empire ottoman conservant l'orientale.
La Grèce annexe la Thrace occidentale, l'actuel nome de l'Évros, à l'issue de la Première Guerre mondiale par le traité de Sèvres (1920). La Thrace orientale, disputée pendant la guerre gréco-turque (1919-1922), est restituée à la Turquie par le traité de Lausanne (1923). Elle fait partie des régions touchées par l'échange de populations entre la Grèce et la Turquie, entraînant le départ de presque toute la communauté grecque.
Au XXIe siècle, le territoire de la Thrace est divisé entre trois pays : la Thrace occidentale fait partie de la Grèce ; au nord, la Roumélie orientale est en Bulgarie tandis que la Thrace orientale appartient à la Turquie.

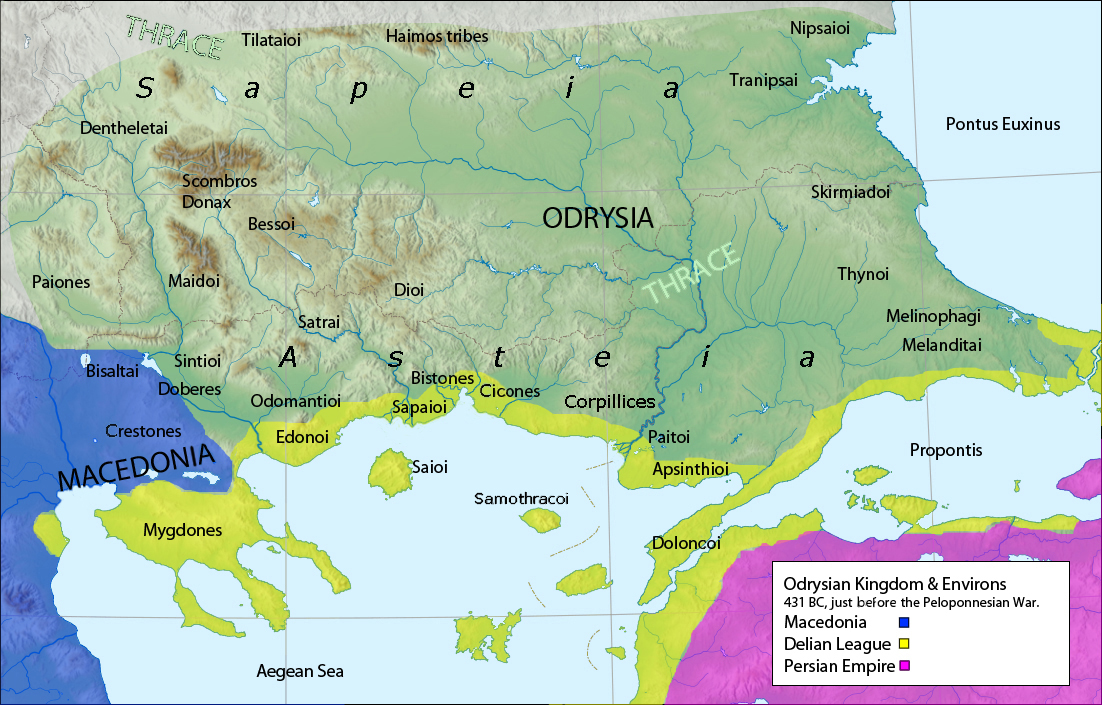
La Thrace au Ve siècle av. J.-C.
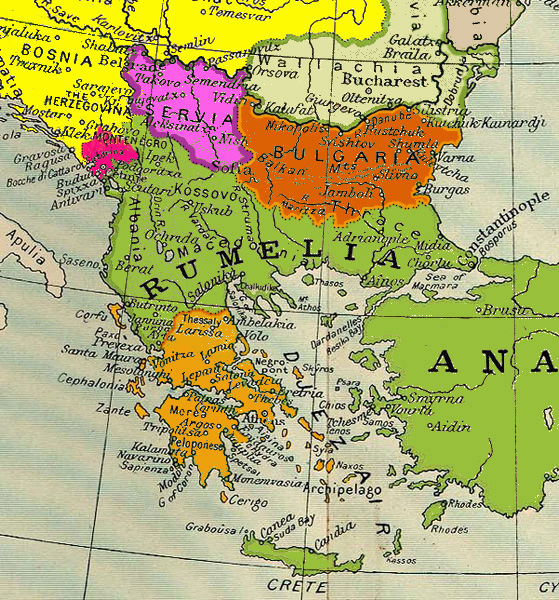
La Thrace dans la « Turquie d'Europe » ou « Roumélie » (1878-1912)
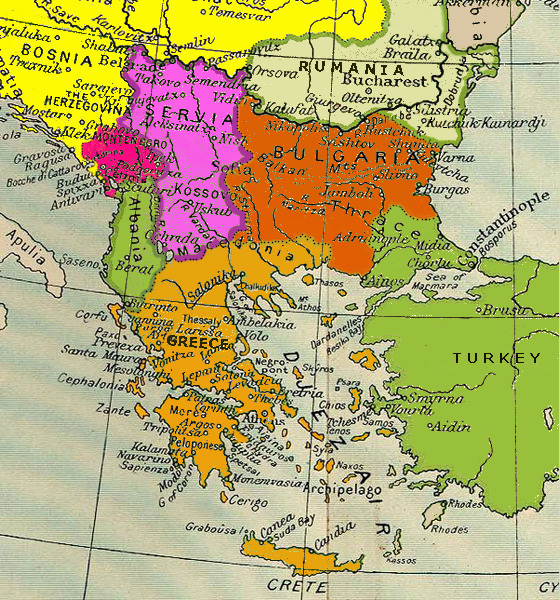
La Thrace orientale de 1913 à 1918
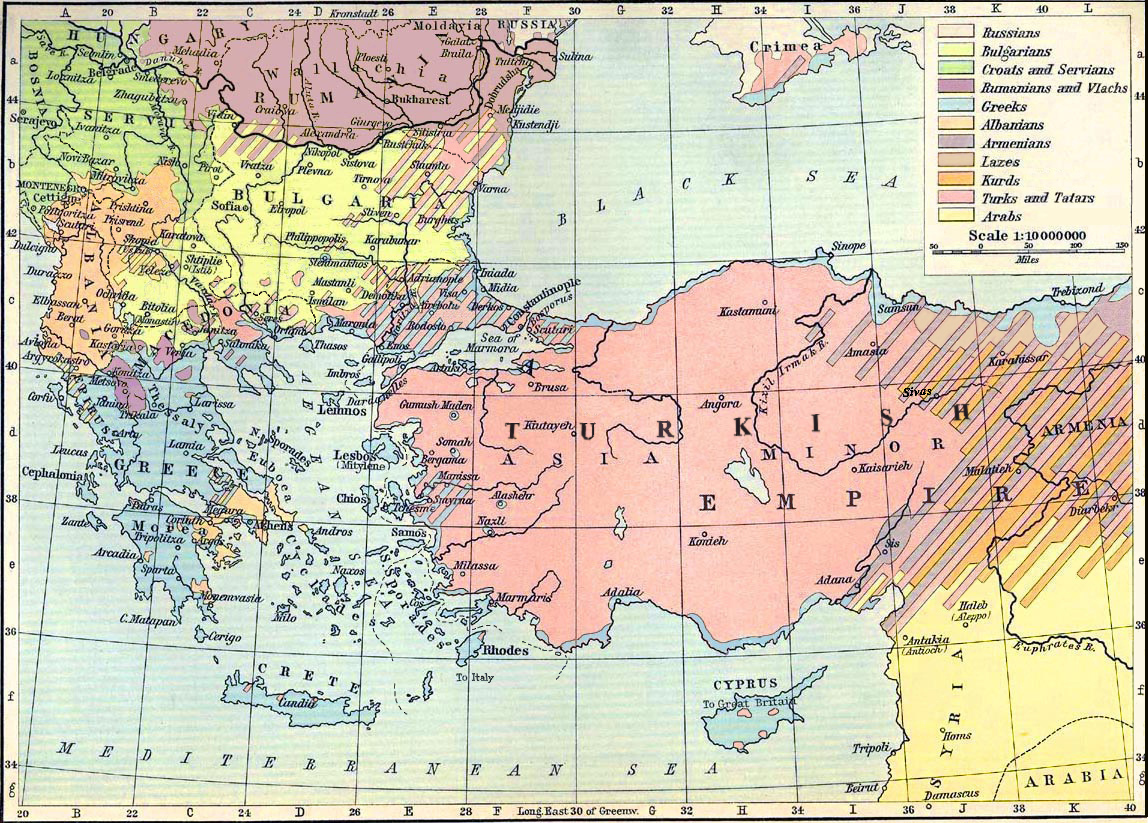
Place de la Thrace et langues de l'Empire ottoman en 1914
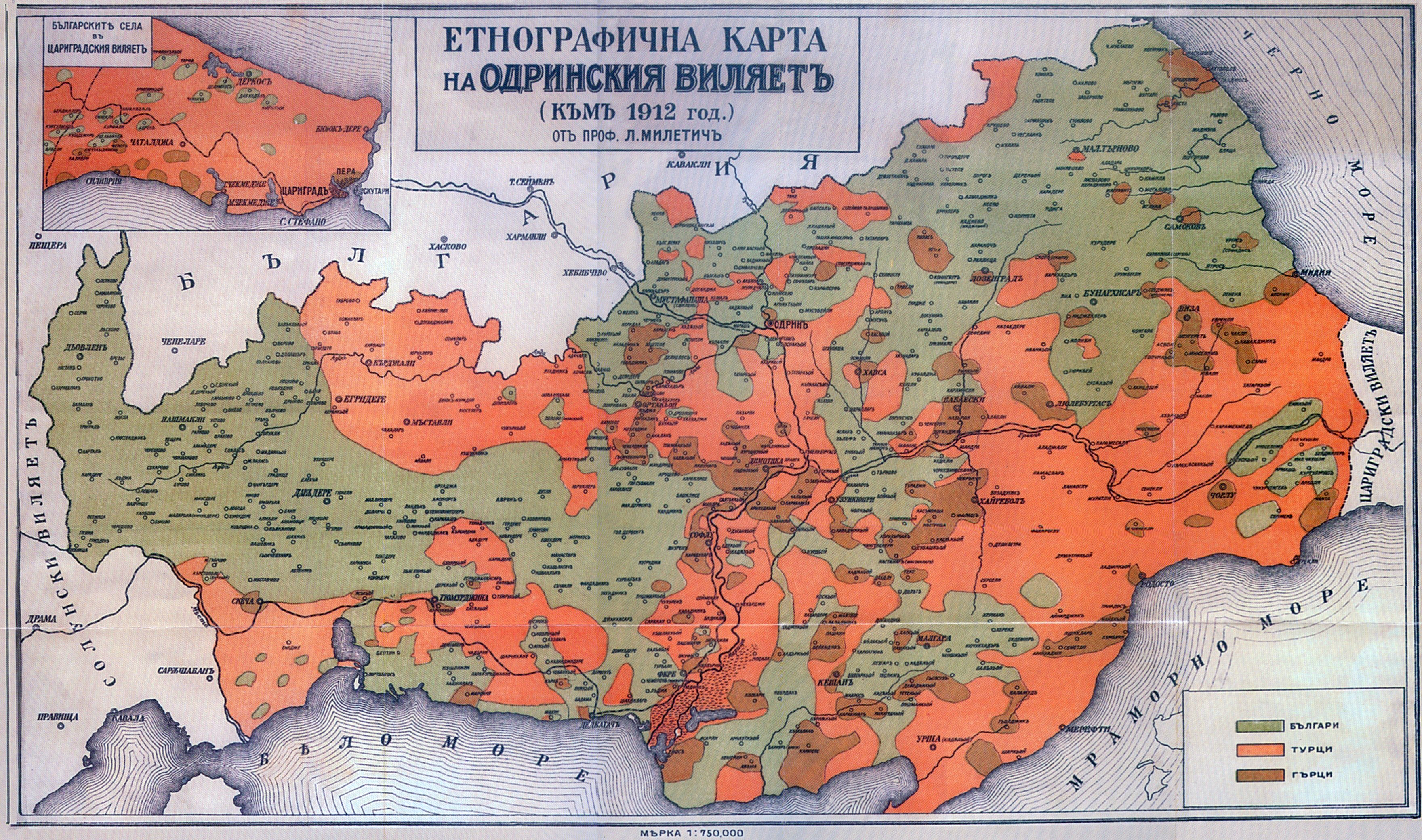
Carte ethnographique bulgare de la Thrace orientale et occidentale en 1912 (la présence grecque, en marron, est minimisée par rapport aux autres cartes ethnographiques de l'époque)
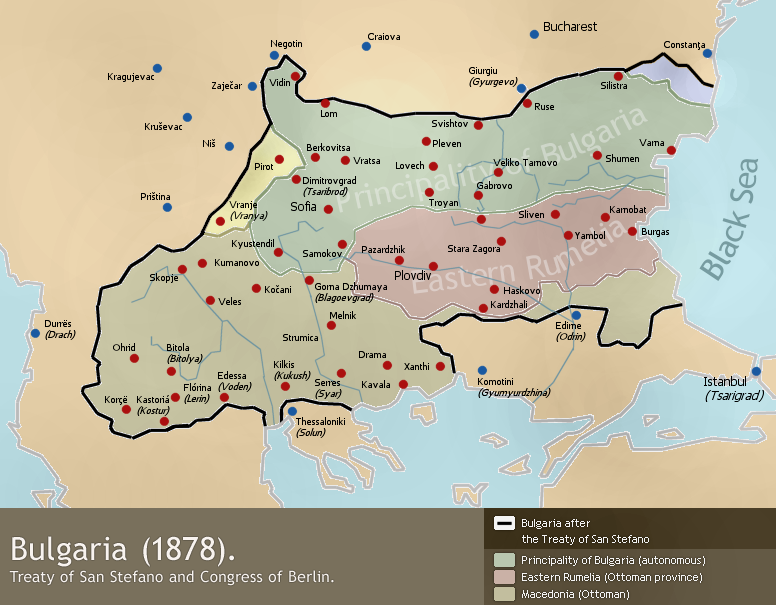
La Thrace lors des traités de San Stefano et de Berlin
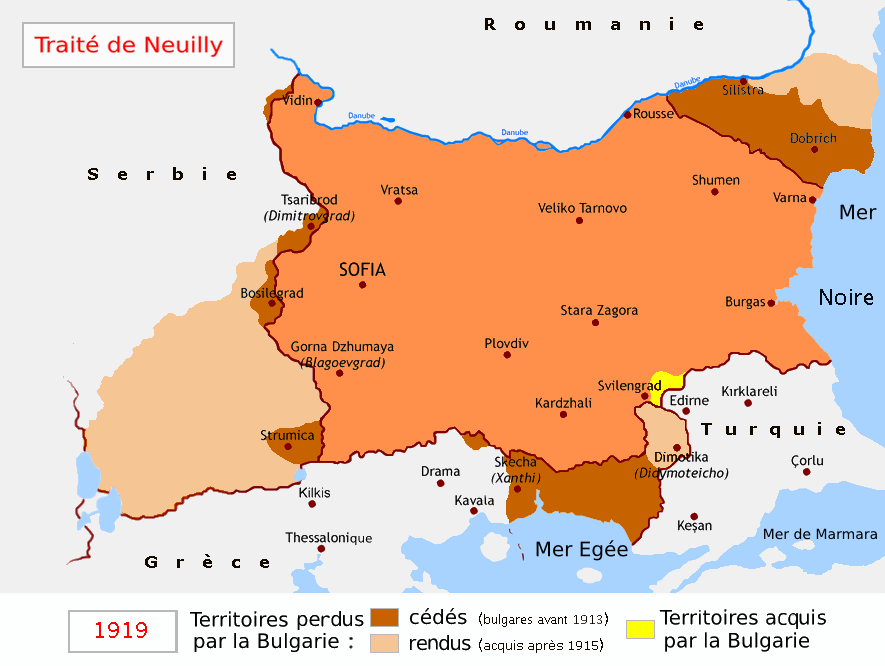
La Thrace orientale après le traité de Neuilly (1919).